# Intellektualismus
Intellektualismus (zu lat. intellectus: ‚das Innewerden, Wahrnehmung, Erkenntnis‘) bezeichnet einerseits eine übermäßige und einseitige Betonung des Verstandes gegenüber dem Willen (vgl. Voluntarismus) und allen Gemüts- und Charakterwerten.
Daneben ist Intellektualismus eine philosophische Auffassung, wonach der Intellekt das Gute bestimmt (ethischer oder moralischer Intellektualismus), alles Seiende erfassen kann (erkenntnistheoretischer Intellektualismus) und als Weltgrund verstanden wird (metaphysischer Intellektualismus). Vertreter dieser Anschauung waren neben anderen Sokrates und Thomas von Aquin.
In der Zeit des Nationalsozialismus wurde Intellektualismus ideologisch abgelehnt und Intellektueller in der NS-Propaganda als abwertender Kampfbegriff gebraucht, um jüdische oder andere politisch unerwünschte Personen zu diskreditieren und/oder anzuprangern.

## Intellektualismus/Intellektualozentrismus bei Pierre Bourdieu
Pierre Bourdieu versteht unter Intellektualismus bzw. Intellektualozentrismus die Vernachlässigung der Tatsache, dass Wissenschaftler bei ihren Forschungen unter einer Handlungsentlastetheit stehen. Damit ist gemeint, dass ein sozialer Akteur in einer Alltagssituation immer einem Zeit- und Handlungsdruck unterworfen ist, während wissenschaftliche Arbeit unabhängig von diesen Faktoren stattfindet. Damit wird die theoretische Erkenntnis von den praktischen, situationsbedingten Gegebenheiten entkoppelt. Laut Bourdieu sind demnach die wissenschaftlichen Erkenntnisse nicht unmittelbar auf alltägliche Situationen anwendbar, sondern nur in der abstrakten, theoretischen Dimension gültig. Umgekehrt können Erkenntnisse aus alltäglichen Situationen nicht ohne weiteres auf theoretischer Ebene angewandt werden, da sie unter anderen Umständen (Zeit- und Handlungsdruck) generiert wurden.